# Ферма 3
Ферма 3 (каз. Ферма 3) — село у складі Майського району Павлодарської області Казахстану. Входить до складу Кентубецького сільського округу.
Населення — 46 осіб (2021; 75 у 2009, 220 у 1999, 276 у 1989).
Національний склад станом на 1989 рік:
- казахи — 100 %

У радянські часи село називалось також Ферма № 3 совхоза Жалтирський.